# Аскулы
Аскулы  — село в Ставропольском районе Самарской области. Административно входит в сельское поселение Сосновый Солонец.

## География
Село находится в центре Самарской Луки в 3 км к западу от Соснового Солонца, с которым связано грунтовой дорогой.

## История
Основано в 1600—1650 годах. 
В 1768 году стало принадлежать братьям Орловым. Через село проходил старинный тракт. 
В 1780 году, при создании Симбирского наместничества, село Архангельское Аскулы тож, помещиковых крестьян, помещиковых крестьян, вошла в состав Самарского уезда. С 1796 года - в Симбирской губернии.
В 1851 году село вошло в состав Сызранского уезда.
В 1859 году село Аскула входило в состав 1-го стана Сызранского уезда Симбирской губернии, в селе в 193 дворах жило: 689 мужчин и 771 женщин, имелась церковь. 
Храм деревянный, построен в 1860 году помещицей княгиней Натальей  Владимировной Долгорукой, а в 1893 году отштукатурен Урене внутри и сделан теплым. Престол в нем в честь Казанской иконы Божьей Матери. На кладбище деревянная усыпальница.
К началу XX века в Аскулах проживало более 1000 человек.

## Демография
| Год  | Численность | Численность |
| ---- | ----------- | ----------- |
| 1913 | 2151        | [ 6 ]       |
| 2010 | 84          | [ 1 ]       |

## Галерея

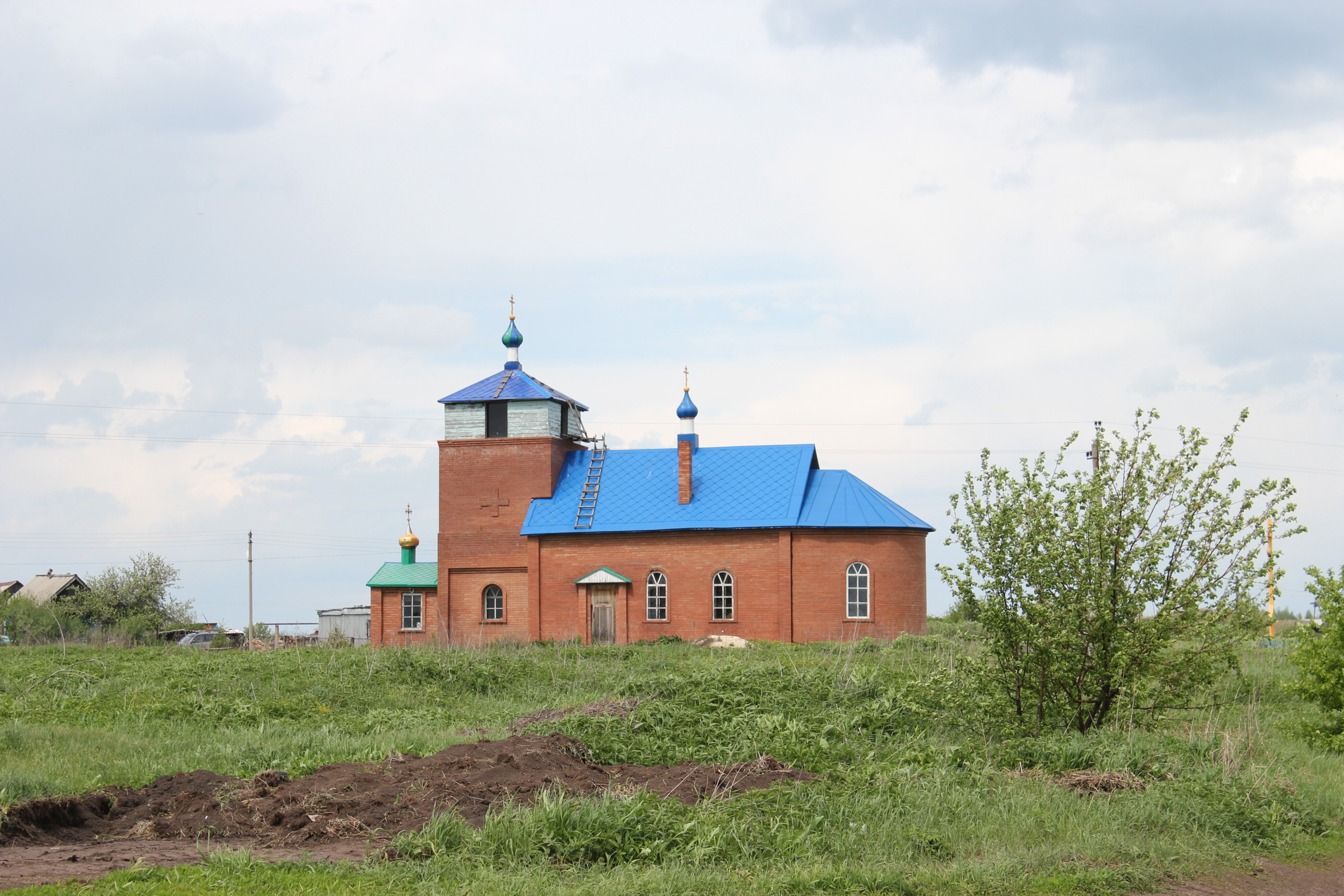
Храм архистратига Михаила
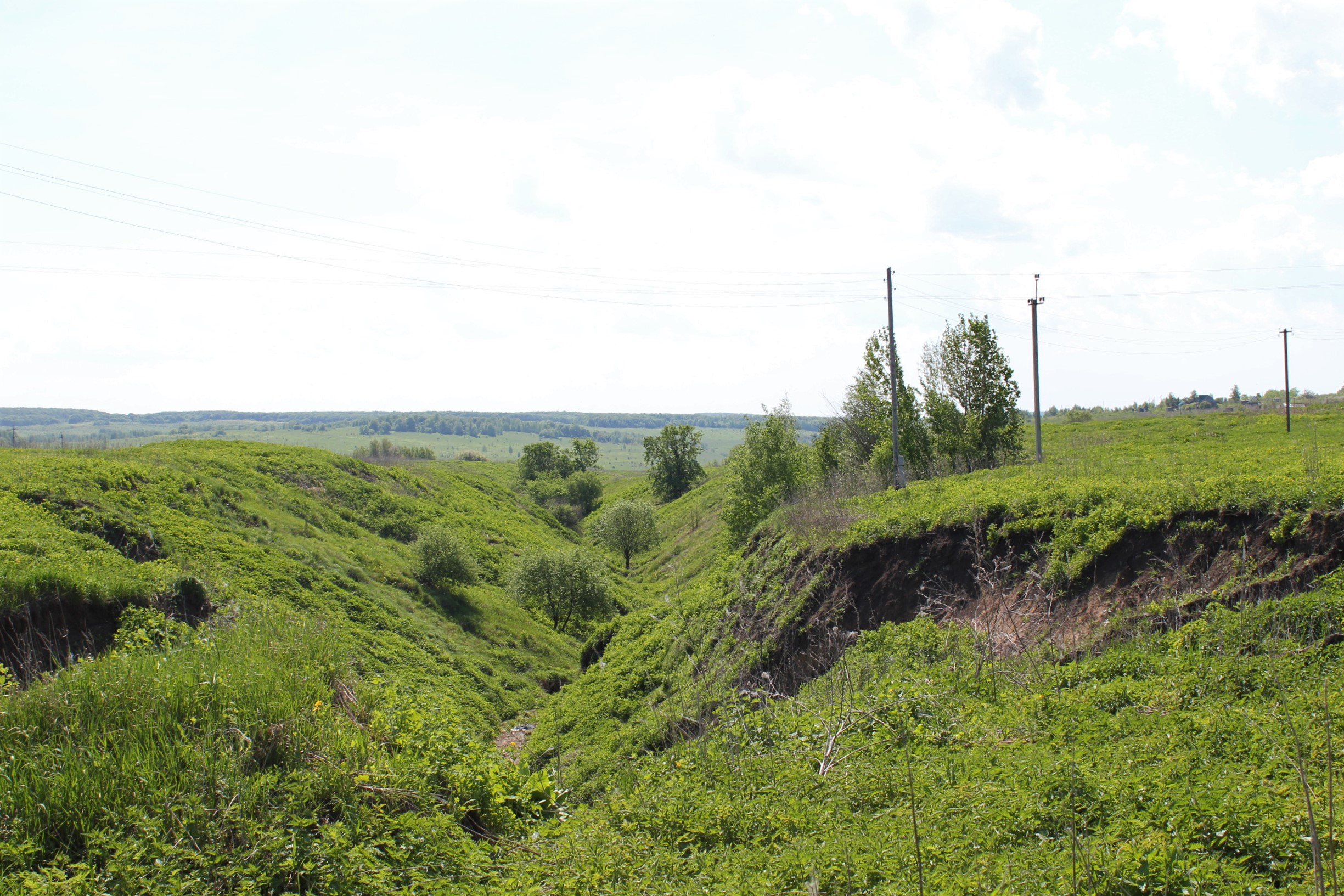
Вид на Аскульский овраг
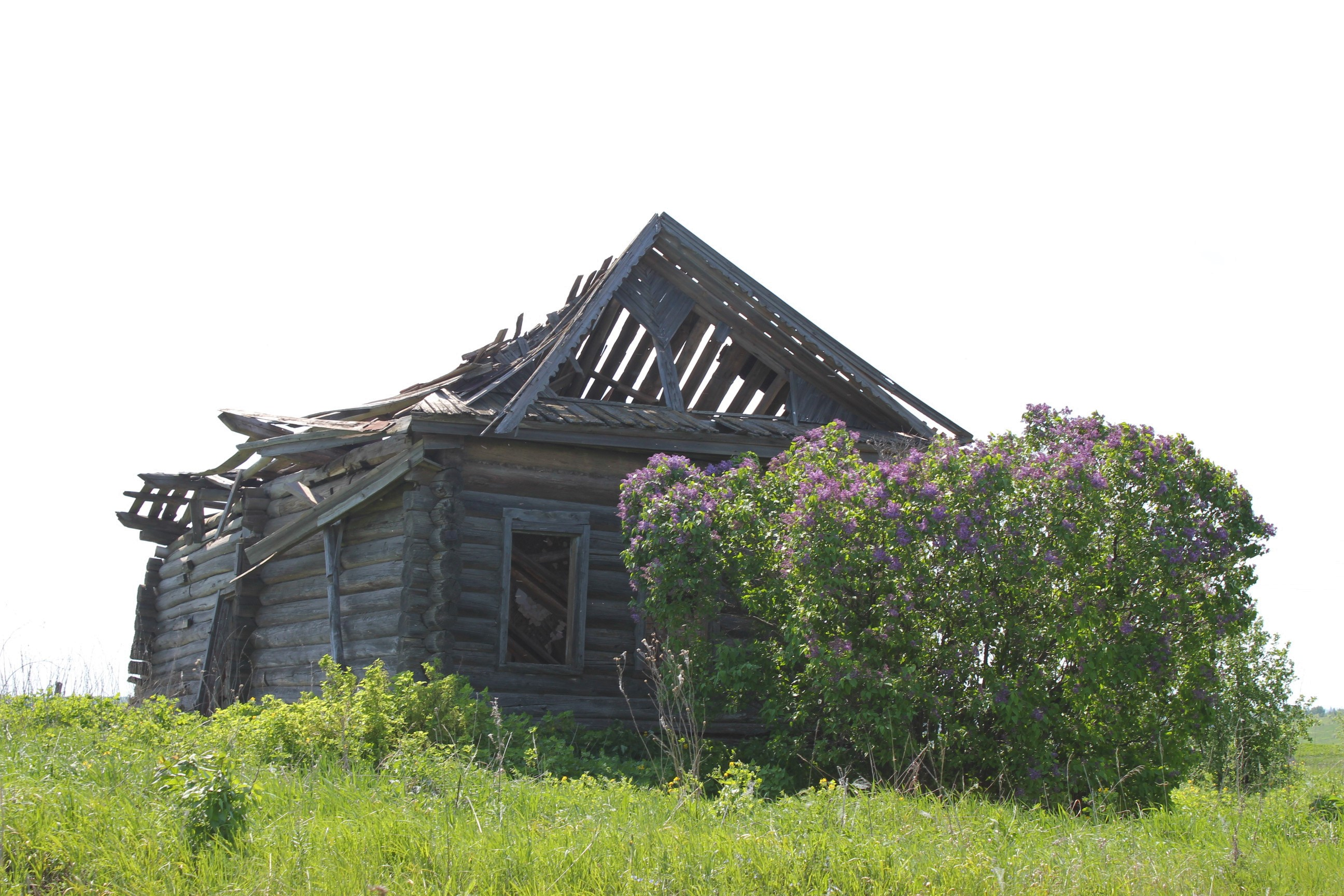
Один из заброшенных домов